# 맥스 카셀라
맥스 카셀라(Max Casella, 1967년 6월 6일 ~ )는 미국의 배우이다. 비디오 게임 《잭 앤 댁스터》의 댁스터 역 목소리 담당으로 잘 알려져 있다.

## 출연 작품

### 영화
- 뉴스보이 (1992)
- 에드 우드 (1994)
- 윈드러너 (1995)
- 말뚝상사 빌코 (1996)
- 트라이얼쇼 (1997)
- 애널라이즈 디스 (1999)
- 다이너소어 (2000) - 목소리
- 인어 공주 2 (2000) - 목소리
- 악명높은 베티 페이지 (2005)
- 레볼루셔너리 로드 (2008)
- 레더헤즈 (2008)
- 빅 마마 하우스 3: 라이크 파더, 라이크 선 (2011)
- Somewhere Tonight (2011)
- 킬링 소프틀리 (2012)
- 블루 재스민 (2013)
- 지골로 인 뉴욕 (2013)
- 인사이드 르윈 (2013)
- 올드보이 (2013)
- 로빈 후드의 마지막 스캔들 (2013, The Last of Robin Hood)
- 와일드 카드 (2015) - 오스굿 역
- Applesauce (2015)
- 크리스마스 이브 (2015, Christmas Eve)
- 재키 (2016)
- 리브 바이 나이트 (2016)
- 원더 휠 (2017)
- 밤이 오면 (2018, Night Comes On)
- 리듬 오브 리벤지 (2020)
- This Is the Night (2021)
- 레이크 조지 (2024) - 하라우트 역

### 텔레비전
- 천재소년 두기 (1989-93)
- 소프라노스 (2001-07)
- 뉴욕 특수수사대 (2002)
- 고스트 & 크라임 (2009)
- 하와이 파이브-0 (2010)
- 보드워크 엠파이어 (2010)
- 더 디투어 (2017-18)
- 더 마블러스 미세스 메이즐 (2017-22)
- 셰이즈 오브 블루 (2018)
- 레이 도노반 (2018)
- 블랙리스트 (2019)
- 굿 파이트 (2021)
- 우린폭망했다 (2022)
- 털사 킹 (2022-현재)